# Silba gongeti
Silba gongeti är en tvåvingeart som beskrevs av Macgowan 2005. Silba gongeti ingår i släktet Silba och familjen stjärtflugor.
Artens utbredningsområde är Uganda. Inga underarter finns listade i Catalogue of Life.